# Пожарен кран
Пожарният кран е активна мярка за защита от огън, източник на вода от местната водопроводна мрежа, предназначен да погасява пожари в градски, крайградски и селски райони. Пожарният кран позволява на пожарникарите да закачат маркуч и да получат силна струя вода.
Когато налягането в мрежата е слабо, пожарният кран се свързва с гъвкав маркуч с пожарната кола и се ползва нейната моторна помпа за повишаването му.
Концепцията за пожарните кранове датира поне от 17 век. Това е времето, когато пожарникарите, които отговарят на повикване, копаят надолу към дървения водопровод и набързо пробиват дупка, за да осигурят вода за борба с пожара. Водата запълва дупката и създава временен кладенец, след което водата се изнася с кофи. Дупките след това са запушвани с тапи, обикновено от секвоя, които с течение на времето стават известни като пожарни тапи.
Оцветяването на пожарните кранове има както естетично, така и практическо значение. Най-често използваните цветове са жълто или червено, но има страни където се боядисват в синьо или зелено. Обикновено навсякъде те изискват годишна проверка и профилактика. За отварянето на пожарните кранове се изискват специални инструменти.